# Lenie Scholten
Lenie Scholten (Hengelo, 11 juni 1956) is een Nederlands GroenLinks-politica. Zij was wethouder in Eindhoven en Nijmegen.
Scholten studeerde sociale geografie aan de Katholieke Universiteit Nijmegen. Daarna werkte ze als docent vrouwenstudies bij de faculteit geografie en planologie. Vervolgens werkte ze als onderzoeker. Tussen 1986 en 1989 was zij coördinator van de Vrouwenwerkwinkel in Nijmegen. Sinds 1990 werkte zij bij FNV, daarvoor was zij lid van commissies van de SER en de Stichting van de Arbeid. Sinds 2000 was zij coördinator arbeidsmarktbeleid, onderwijs en sociale zekerheid bij FNV bondgenoten.
Van 2002 tot 2010 was Scholten wethouder in Nijmegen. Tussen 2002 en 2006 had zij multiculturele samenleving, werk en inkomen in haar portefeuille. En sinds 2006 zorg en welzijn, jeugd, integratie en emancipatie. Daarnaast is zij wijkwethouder voor Nijmegen-Midden en -Zuid. Als wethouder heeft zij een groot aantal nevenfuncties. Zo is zij onder andere lid van het dagelijks bestuur van de G27, het overlegorgaan van de 27 grootste gemeenten en het landelijk platform van GGD-voorzitters. GroenLinks levert twee wethouders, de andere wethouder is Jan van der Meer. Daarnaast is zij lid van het strategisch beraad van GroenLinks. In 2003 was zij lijstduwer op de kandidatenlijst van GroenLinks voor de Tweede Kamerverkiezingen van 2003.
In april 2010 werd zij benoemd tot wethouder in Eindhoven voor Jeugd, Welzijn en Zorg. Tot haar portefeuille behoren welzijn/WMO, armoedebeleid, gezondheidszorg, jeugdbeleid, basisonderwijs/voorschoolse educatie /SPIL/voortgezet onderwijs, diversiteitsbeleid/inburgering en dierenaangelegenheden.
Scholten stopte in mei 2016 uit eigen beweging als wethouder in Eindhoven en ging in Nijmegen wonen. Sinds 1 september 2018 werkt ze weer in Eindhoven als coördinator bij Vluchtelingen in de Knel. 
Na de gemeenteraadsverkiezingen van 2018 was zij informateur voor Nijmegen.